# 마인드스케이프 (영화)
《마인드스케이프》(영어: Mindscape)는 2013년 공개된 스릴러 영화이다.

## 출연

### 주연
- 마크 스트롱
- 타이사 파미가
- 브라이언 콕스

### 조연
- 리처드 딜렌
- 클레어 칼브레이스
- 알베르토 암만
- 로드 핼렛
- 인디라 바르마
- 노아 테일러
- 제시카 바든
- 안토니아 클라크
- 섀니 반 히터렌
- 줄리오 퍼릴란
- 사스키아 리브스
- 몰리 말콤
- 호빅 코츠케리안
- 브루노 세빌라
- 사이먼 코엔
- 에밀리 파켓

## 기타
- 공동제작: M.A. 포라
- 조감독: 마넬 마르티네즈
- 미술: 알레인 바이니
- 시각효과: 데이비드 헤라스
- 분장: 알마 카살
- 분장팀: 나탈리 트리파니어
- 의상: 클라라 빌바오
- 배역: 레그 포어스쿠트-에드거튼